# Arturo Graf
Arturo Graf (Atenas, 19 de janeiro de 1848 - Turim, 31 de maio de 1913), foi um poeta, literato e crítico italiano, de origem alemã nascido em Atenas.
Ele foi educado na Universidade de Nápoles e tornou-se professor de literatura italiana, em Roma, até que em 1876 foi nomeado professor em Turim.